# Tufsterretje
Het tufsterretje (Solenopsora candicans) is een korstmos van het geslacht Solenopsora uit de familie Catillariaceae. De soort werd onder de naam Lichen candicans voor het eerst in een wetenschappelijk artikel beschreven door de Schot James Dickson in 1793. Het korstmos werd voor het eerst onder zijn huidige wetenschappelijke naam beschreven door de Oostenrijker Julius Steiner in 1915.

## Kenmerken
Het tufsterretje is een korstmos dat hoofdzakelijk op kalkhoudend gesteente groeit. Het thallus is korrelig, wit- tot grijsgekleurd en tamelijk dik. De lobben zijn plat. Het korstmos is rijk aan apothecia die eruitzien als zwarte of donkerbruine schijven, sommige vlak maar de meeste bolvormig. De sporen zijn klein en heel licht van kleur, dan wel kleurloos.

## Verspreiding
De oorsprong van het tufsterretje is te vinden bij de kusten van het Middellandse Zeegebied in Europa. Het kent een verdere verspreiding naar de rest van het continent met twee hoofdvertakkingen: naar Duitsland via Frankrijk, België en Luxemburg, waar het met name in suboceanische klimaatomstandigheden te vinden is, en naar de Pannonische vlakte tot aan de westelijke Karpaten in Slowakije (via Kroatië en Hongarije), waar het groeit op kalkhoudend conglomeraat en dolomietgesteente. Het kan daarnaast veel gevonden worden op de Britse Eilanden.
In 1950 werd de soort ook in Nederland gevonden, net aan de grens met België ten westen van Kanne (Belgisch-Limburg), op een loodrechte mergelwand met onder andere ook valse muurschotelkorst. In de millenniumjaren werd er in de omgeving nog naar gezicht. Hoewel de soort juist was gedetermineerd is het echter verder nooit meer in het land gevonden. Op de Nederlandse Rode Lijst van 1998 stond het daarom al als 'verdwenen uit Nederland' genoteerd.